# Die Verbrechen des Professor Capellari
Die Verbrechen des Professor Capellari ist eine Kriminalfilmreihe des ZDF. Die Titelfigur wird gespielt von Friedrich von Thun und ist Dozent für Kriminologie an der Universität München. Seine Zeit außerhalb der Vorlesungen verbringt der passionierte Freizeit-Detektiv in seinem Haus in Starnberg. Mit Finesse, Charme und vielen Tricks löst er Fälle, die rund um den Starnberger See angesiedelt sind und den örtlichen Behörden, vertreten durch Hauptkommissarin Karola Geissler (Sissy Höfferer) und Kommissar Horst Kreulich (Gilbert von Sohlern), Kopfzerbrechen bereiten.
Dabei wird er mehr oder minder erfolgreich von seinem Halbbruder Bruno Buchwald (Dietrich Siegl, Folgen 9–17) unterstützt. In früheren Folgen halfen ihm sein Vater Dr. Johannes Capellari (Karl Schönböck, Folgen 1–8), seine Haushälterin Hermine Feichtlbauer (Irm Hermann) und seine italienische Untermieterin, die Studentin Maria Contro (Liane Forestieri).
Insgesamt wurden 17 neunzigminütige Folgen produziert. Die erste Folge Still ruht der See wurde am 2. Januar 1998 gesendet, das Finale Der letzte Vorhang am 25. Dezember 2004. Auch in Österreich und Frankreich wurde die Serie gezeigt.

## Episodenliste
| Nr. | Originaltitel                | Erstausstrahlung ZDF | Regie                     | Drehbuch                                |
| --- | ---------------------------- | -------------------- | ------------------------- | --------------------------------------- |
| 1   | Still ruht der See           | 2. Jan. 1998         | Hans-Christoph Blumenberg | Hans-Christoph Blumenberg, Ralph Werner |
| 2   | Brennende Herzen             | 24. Jan. 1999        | Helmut Metzger            | Theo Regnier                            |
| 3   | Tod eines Königs             | 6. März 1999         | Klaus Emmerich            | Nikolai Müllerschön                     |
| 4   | In eigener Sache             | 17. Okt. 1999        | Helmut Metzger            | Thomas Kubisch, Helmut Metzger          |
| 5   | Das Traumhaus                | 20. Feb. 2000        | Klaus Emmerich            | Klaus Emmerich, Rita Piel               |
| 6   | Tote schweigen nicht         | 25. Dez. 2000        | Helmut Metzger            | Thomas Kubisch, Helmut Metzger          |
| 7   | Zerbrechliche Beweise        | 11. Feb. 2001        | Christian Görlitz         | Christian Görlitz                       |
| 8   | Milenas Bücher               | 12. Mai 2001         | Thomas Jauch              | Jochen Greve                            |
| 9   | Falsche Freunde              | 27. Okt. 2001        | Helmut Metzger            | Thomas Kubisch, Nikolai Müllerschön     |
| 10  | Tod in der Fremde            | 1. Dez. 2001         | Helmut Metzger            | Nikolai Müllerschön                     |
| 11  | Eine ehrenwerte Gesellschaft | 19. Mai 2002         | Nikolai Müllerschön       | Nikolai Müllerschön                     |
| 12  | Nur ein Selbstmord           | 16. Nov. 2002        | Nikolai Müllerschön       | Thomas Oliver Walendy                   |
| 13  | Stachel im Fleisch           | 4. Jan. 2003         | Nikolai Müllerschön       | Nikolai Müllerschön                     |
| 14  | Mord und Musik               | 13. Sep. 2003        | Thomas Jauch              | Albrecht Hottinger                      |
| 15  | Bittere Schokolade           | 26. Dez. 2003        | Dirk Regel                | Miguel Alexandre                        |
| 16  | Ein Toter kehrt zurück       | 11. Apr. 2004        | Dirk Regel                | Thomas Oliver Walendy                   |
| 17  | Der letzte Vorhang           | 25. Dez. 2004        | Thomas Jauch              | Jochen Greve, Albrecht Hottinger        |